# Septembre 2013
Septembre 2013 est le 9e mois de l'année 2013.

## Faits marquants
- 1er septembre : Aminata Touré est nommée Premier ministre du Sénégal, et succède à Abdoul Mbaye.

- 4 au 22 septembre : 38e édition des championnats d'Europe de basket-ball masculin à Novo Mesto, Jesenice, Koper et Ptuj pour les phases de poules et à l'Arena Stožice à Ljubljana pour la phase finale en Slovénie.

- 5 et 6 septembre : sommet du G20 à Saint-Pétersbourg en Russie.

- 6 au 14 septembre : 28e édition des championnats d'Europe de volley-ball féminin à Berlin en Allemagne et à Zurich en Suisse.

- 6 au 15 septembre : 7e édition des Jeux de la francophonie à Nice.

- 7 septembre :
  - élections fédérales en Australie.
  - journée de jeûne pour la paix en Syrie, décrété par le pape François.
  - Le Premier ministre de la Nouvelle-Écosse Darrell Dexter annonce des élections générales le 8 octobre.
  - élection de la ville hôte des jeux olympiques d'été de 2020 lors de la 125e session du CIO à Buenos Aires.

- 9 septembre : élections législatives en Norvège.

- 16 septembre : la tuerie du Washington Navy Yard cause la mort de 13 personnes aux États-Unis.

- 17 septembre : sortie de Grand Theft Auto V, œuvre ayant le plus gros budget de l'industrie vidéoludique.

- 18 au 28 : 17e édition de la coupe du monde de beach soccer à Tahiti en Polynésie française.

- 20 au 29 : 28e édition des championnats d'Europe de volley-ball masculin en Pologne et au Danemark.

- 21 septembre : tuerie du centre commercial Westgate à Nairobi.

- 22 septembre : élections fédérales en Allemagne, la CDU/CSU arrive en tête.

- 24 septembre : séisme au Pakistan causant la mort de plus de 500 personnes.

- 29 septembre :
  - élections législatives en Autriche.
  - massacre de Gujba au Nigeria.